# 同源基因
同源基因（Homeotic gene）是定義身體各部份組成的基因。對細胞分裂很重要的Hox基因和ParaHox基因便其中的例子。在ABC模型中帶有的MADS盒蛋白基因是另一個例子。
同源異型基因是涉及發展模式和排列的基因。例如，同源異型基因決定了蒼蠅的身體在哪裡、何時和怎樣發展。這些基因的變更會便身體的模式改變，有時會導致腿生長在觸鬚應生長的地方或生出一雙額外翅膀等引人注目的效果；在植物中，花朵會有不正常數目的部份。同源異型的突變體是指一個個體在同源異型基因進行改變（突變）。

## 共線性（Colinearity）

同源異型基因在黑腹果蠅（Drosophila melanogaster）身上的表現圖

令人意外的是，在果蠅上同源異型基因的排列，在胚胎發育上與蒼蠅有同樣功用的部份有著相同的次序。第一個基因影響嘴巴、第二個影響面部、第三個影響頭頂，如此類推，直至第八個和最後一個基因影響下腹。